# Ryol-li Lee
Ryol-li Lee (jap. 李 冽理, Ri Retsuri; * 20. Mai 1982 in der Präfektur Osaka, Japan) ist ein japanischer Boxer südkoreanischer Herkunft (Zainichi) im Superbantamgewicht. 

## Profi
Am 20. September im Jahre 2005 gab er erfolgreich sein Profidebüt. Am 2. Oktober des Jahres 2010 wurde er regulärer Weltmeister der WBA, als er Poonsawat Kratingdaenggym durch einstimmige Punktentscheidung bezwang. Diesen Gürtel verlor er allerdings bereits in seiner ersten Titelverteidigung im Januar des darauffolgenden Jahres an Akifumi Shimoda nach Punkten.